# Казеле Торинезе
Казеле Торинезе (итал. Caselle Torinese) је насеље у Италији у округу Торино, региону Пијемонт.
Према процени из 2011. у насељу је живело 11817 становника. Насеље се налази на надморској висини од 280 м.

## Становништво
| 1936. | 1951. | 1961. | 1971.  | 1981.  | 1991.  | 2001.  | 2011.  |
| ----- | ----- | ----- | ------ | ------ | ------ | ------ | ------ |
| 5.707 | 6.703 | 7.903 | 12.647 | 12.463 | 13.740 | 15.857 | 18.299 |